# Xiomara Castro
Iris Xiomara Castro Sarmiento (wym. /ˌsi.oˈmaɾa ˈkastɾo/; ur. 30 września 1959 w Tegucigalpie) – honduraska polityk, pierwsza dama Hondurasu w latach 2006–2009 jako żona Manuela Zelayi, prezydent Hondurasu od 27 stycznia 2022.
Jest pierwszą kobietą na tym stanowisku, a także pierwszą osobą, która nie jest członkiem Partii Liberalnej Hondurasu ani Partii Narodowej Hondurasu od czasu przywrócenia demokracji w tym kraju w 1982 roku.
Kandydowała bezskutecznie w wyborach prezydenckich w 2013. W wyborach prezydenckich w 2021 zdobyła 51,12% głosów, pokonując kandydata Partii Narodowej Nasry’ego Asfurę.